# Háje (powiat Przybram)
Háje – gmina w Czechach, w powiecie Przybram, w kraju środkowoczeskim. Według danych z dnia 1 stycznia 2013 liczyła 346 mieszkańców.